# Прогрессивный рэп
Прогрессивный рэп или прогрессивный хип-хоп — это широкий поджанр хип-хоп музыки, целью которого является тематическое развитие жанра с помощью социально преобразующих идей и музыкальных стилистических экспериментов. Развиваясь благодаря творчеству новаторских американских хип-хоп исполнителей в 1980-х и 1990-х годах, он также был известен в разное время как осознанный, андеграундный и альтернативный хип-хоп.
Прогрессивная рэп-музыка критически рассматривает социальные проблемы, политическую ответственность и экзистенциальные проблемы, особенно в контексте афроамериканской жизни и молодёжной культуры. Общие темы включают социальную несправедливость, неравенство, статусность, идентичность и религию, с дискурсами вокруг таких идеологий, как афроцентризм и религиозность чернокожих. В отличие от более коммерчески доминирующего аналога жанра гангста-рэп, исполнители прог-рэпа обычно отрицают внутрикультурное насилие и экономический материализм в пользу конструктивных и образовательных реакций, таких как сознание, возвышение, наследие, юмор и активизм.
Производственная часть в этом жанре часто использует авангардные подходы и разнообразные музыкальные влияния, как то джаз, рок и соул. Примерами могут служить работы De La Soul, The Fugees, Outkast, Канье Уэста и Кендрика Ламара. Музыка таких выступлений, особенно в XXI веке, повлияла на основные чувства хип-хопа, одновременно противодействуя расистским стереотипам, широко распространённым в западной популярной культуре.

## Темы и характеристика
"В то время как прогрессивная хип-хоп культура функционирует как голос сопротивления для чернокожей молодёжи Америки, она также дает представление о возможностях социальных изменений и используется в качестве инструмента политизации для информирования молодёжи о значительных социальных проблемах".
Прогрессивная рэп-музыка определяется её критическими темами, связанными с социальными проблемами, такими как структурное неравенство и политическая ответственность. По словам профессора Университета Линкольна и писателя Эмери Петчора, артисты в этом жанре часто анализируют «структурные, систематические и воспроизводимые» источники угнетения и неравенства в мире, в то время как Энтони Б. Пинн из Университета Райса описывает его как форму хип-хопа, которая исследует бесчеловечные социальные условия и циклы бедности, «порождающие ограниченные жизненные возможности и отчаяние». Тем временем исследователи Шон Джинрайт и Хулио Каммарота наблюдают за критикой расизма, колониализма, капитализма и патриархата, которые призваны повысить осведомлённость о социальных проблемах и политизировать молодёжь в активизме. Петчор, опираясь на свой опыт преподавания в средней школе, добавляет, что музыка часто устанавливает связи с критическим сознанием, что может по-разному формировать интеллектуальные чувства молодых студентов, которые «глубоко увлечены хип-хопом».
В контексте других форм рэпа прогрессивный хип-хоп определяется как тематическое подмножество наряду со «статусным рэпом», который выражает озабоченность по поводу социального статуса и мобильности, и гангста-рэпом, в котором рассматриваются те же экзистенциальные кризисы и противоречия, что и прогрессивный рэп. Тем не менее, он, как правило, избегает документальных качеств гангста-рэпа в пользу активно конструктивных и образовательных ответов на проблемы, от которых страдает общество, особенно чернокожие люди, что приводит к повествованиям, пропагандирующим их историю, культуру, участие в политической жизни и внутреннюю ценность. По словам Пинна, он «стремится решить эти проблемы без внутриобщинной агрессии и с точки зрения политического и культурного образования, предоставляя интерпретацию американского общества и конструктивную повестку дня (например, самоуважение, знания, гордость и единство) для подъёма Чёрной Америки». Он добавляет, что в произведениях этого жанра также используется «более откровенный диалог с чёрной религиозностью и её интерпретация». В последующем анализе коллега-ученый Эвелин Л. Паркер говорит, что прогрессивный рэп «стремится преобразовать системы несправедливости, изменив точку зрения своих жертв», демонстрируя при этом «ясный пророческий голос, отражающий ярость, вызванную бесчеловечной несправедливостью, с которой сталкиваются афроамериканцы».

## Комментарии
1. ↑  По словам Марка Ламонта Хилла, "хип-хоп" традиционно используется учёными и интеллектуалами в хип-хоп-культуре, чтобы отличать аспекты культуры художественной аутентичности и политического сознания от более проблемных аспектов, которые вместо этого отнесены к термину "рэп", таких как коммерциализм, насилие и сексизм. Написав в 2010 году, Хилл объясняет, что этот спектр "хип-хоп/рэп" часто используется в качестве теоретической основы для "оценки исполнителей хип-хопа" и "позволяет фанатам, артистам и критикам имитировать элитарные позы более ранних европейских традиций, создавая различия между высоким и низким в культуре"[1].